# فاتمير ألوشي
فاتمير ألوشي (بالألمانية: Fatmire Alushi)‏ (1 أبريل 1988 في صربيا - ) هي لاعبة كرة قدم ألمانية في مركز الوسط، شاركت في الألعاب الأولمبية الصيفية 2008. وشاركت مع منتخب ألمانيا لكرة القدم للسيدات ومنتخب ألمانيا تحت 17 سنة للسيدات لكرة القدم ومنتخب ألمانيا تحت 19 سنة للسيدات لكرة القدم. أما مع النوادي، فقد لعبت مع إف إف سي فرانكفورت وباريس سان جيرمان للسيدات وباريس سان جيرمان ومنتخب ألمانيا الوطني لكرة القدم للسيدات تحت 15 سنة ‏ وتوربينه بوتسدام ودويسبورغ للسيدات.

## وصلات خارجية
- فاتمير ألوشي على موقع IMDb (الإنجليزية)

- فاتمير ألوشي على موقع الاتحاد الدولي (مؤرشف)  (الإنجليزية)
- فاتمير ألوشي على موقع الاتحاد الأوربي (الإنجليزية)
- فاتمير ألوشي على موقع قاعدة بيانات كرة القدم.إي يو (الإنجليزية)
- فاتمير ألوشي على موقع Soccerway.com (الإنجليزية)
- فاتمير ألوشي على موقع عالم كرة القدم.نت (الإنجليزية)
- فاتمير ألوشي على موقع اللجنة الأولمبية الدولية (الإنجليزية)
- فاتمير ألوشي على موقع أوليمبيديا (الإنجليزية)